# SkyTeam
SkyTeam é uma aliança de companhias aéreas com a sua equipa de gestão centralizada, a SkyTeam Central, com base no World Trade Center Schiphol Airport em razão do Amsterdam Airport Schiphol em Haarlemmermeer, Países Baixos. A SkyTeam foi fundada em 2000 por Aeroméxico, Air France, Delta Air Lines e Korean Air. A SkyTeam foi a última das três alianças aéreas a ser formada, sendo as duas primeiras a Star Alliance e a Oneworld. No entanto, em termos de número de passageiros e número de membros, a SkyTeam cresceu e agora é a segunda maior aliança de companhias aéreas do mundo, somente atrás da Star Alliance e à frente da Oneworld. A SkyTeam é composta por 19 companhias de cinco continentes, e opera com o slogan "Caring more about you" (Em português: "Cuidar mais sobre você"). Ela também opera uma aliança de carga, a SkyTeam Cargo, que tem 10 parceiros transportadores de membros da SkyTeam.
Em 2004, a aliança teve sua maior expansão quando a Continental Airlines, KLM e Northwest Airlines, ingressaram simultaneamente como membros. Em 2010, a aliança celebrou o seu 10º aniversário com a introdução de uma pintura especial, o estado de adesão ou modernização de quatro companhias aéreas, seguidos pelos anúncios de adesão de 3 companhias aéreas, sendo elas: Aerolíneas Argentinas, China Airlines e Garuda Indonesia. Em janeiro de 2011, a aliança anunciou a incorporação das companhias aéreas Saudi Arabian Airlines e Middle East Airlines durante 2012; esses eventos ocorreram efetivamente em Maio e Junho de 2012, respectivamente, enquanto Aerolíneas Argentinas e Xiamen Airlines foram ativados como membros em Agosto e Novembro do mesmo ano, respectivamente.
A aliança e seus membros têm uma força de trabalho total de 481.691. Voa para 1.062 destinos em 177 países e opera cerca de 17.343 vôos diários com uma frota combinada de mais de 3.937 aeronaves, incluindo as transportadoras associadas. Além disso, a aliança tem 525 salas VIP em todo o mundo para atender 665 milhões de passageiros anuais.

## Cias Aéreas Membros

### Membros permanentes, membros afiliados e não membros afiliados
A Membro Fundador

B Air France e KLM Royal Dutch Airlines fazem parte do holding Air France-KLM

C Somente voos operados por aeronaves da China Airlines

## SkyTeam Cargo
Skyteam Cargo é uma divisão cargueira da Skyteam. É a maior aliança cargueira do mundo, a frente de sua rival, a WOW Alliance. A Skyteam Cargo possui nove das empresas que compõe sua aliança. São elas: Aeroflot Cargo, Air France Cargo, China Southern Cargo, CSA Cargo, Delta Air Logistics, ITA Airways Cargo,  KLM Cargo e Korean Air Cargo.

### Hub's dos Membros

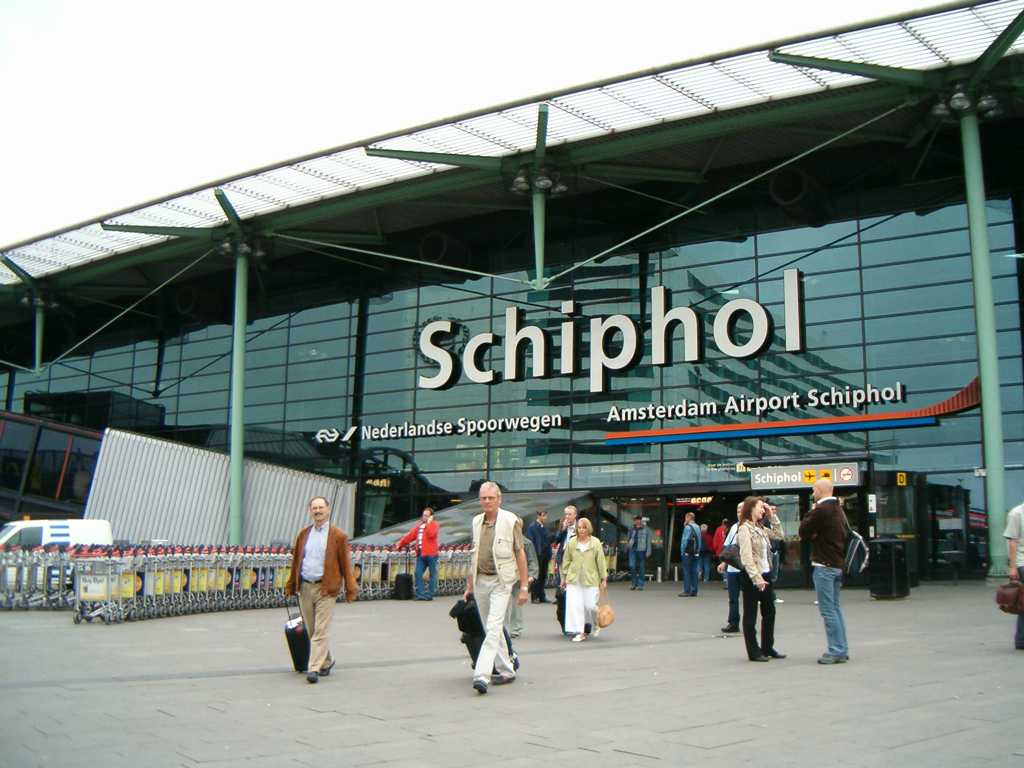
Aeroporto de Amsterdão Schiphol

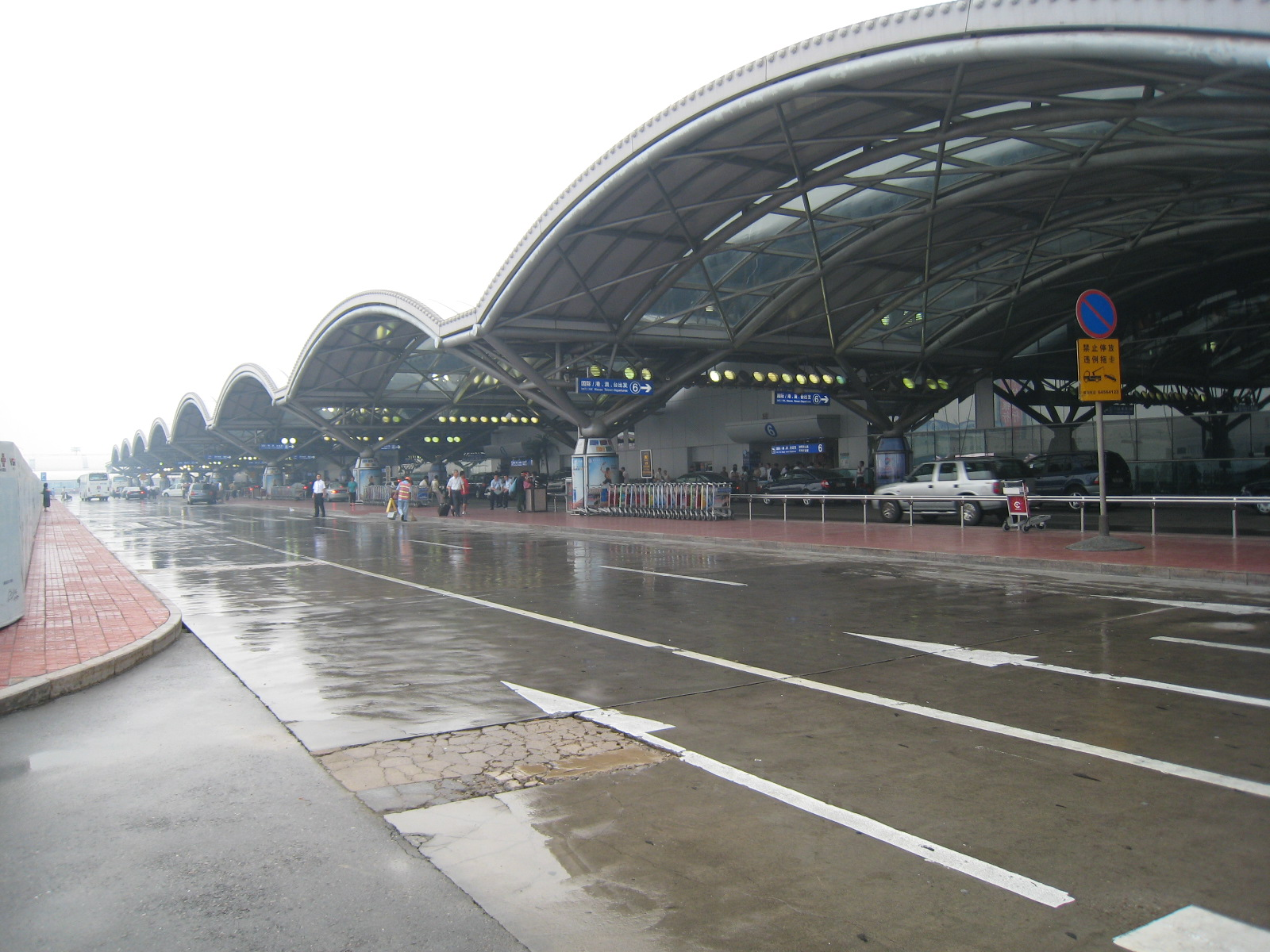
Aeroporto Internacional de Pequim-Beijing Terminal 2

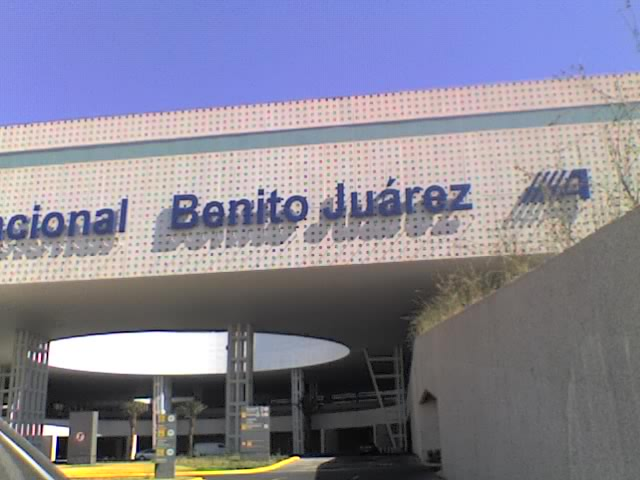
Aeroporto Internacional da Cidade do México Terminal 2

#### América do Norte

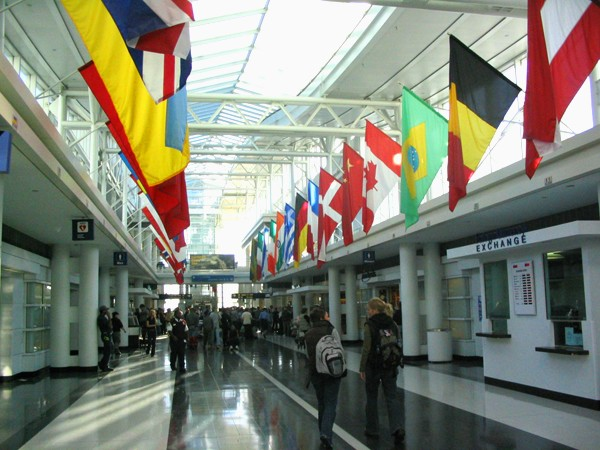
Aeroporto Internacional de Chicago O'Hare - Terminal 5

### Status Premium

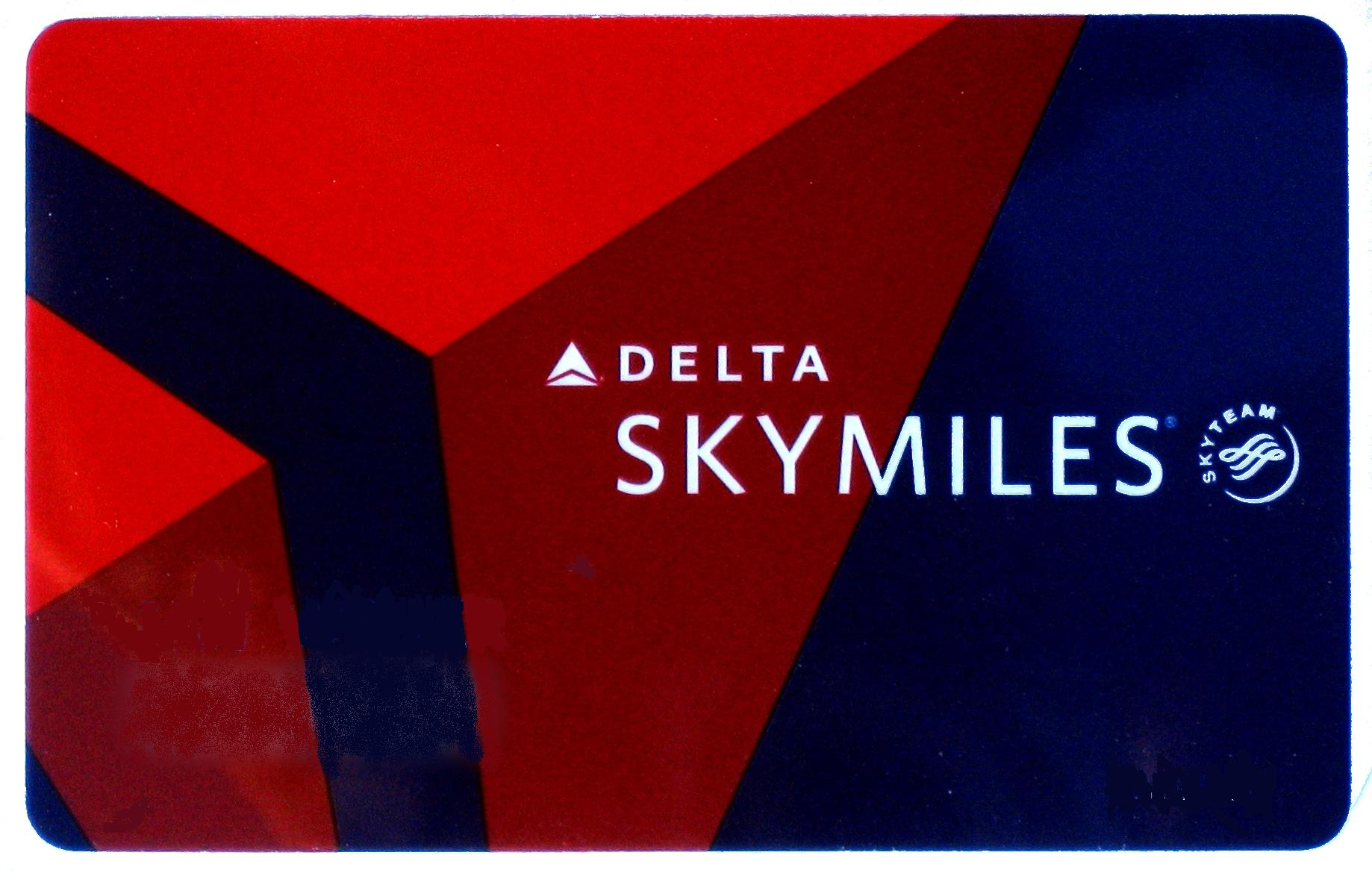
Programa de Milhagem da Delta Airlines.

## Pintura em edição comemorativa aos 10 anos da aliança
A SkyTeam lançou em 2009 uma decoração especial comemorando seu aniversário de 10 anos, comemorado em 2010. A decoração consistia em uma fuselagem metálica prata para todas as aeronaves e uma empenagem azul escuro com o logotipo da SkyTeam sobre ela, pintado em ambos os lados. A partir de junho de 2009, 12 aeronaves foram revestidas com a pintura. São elas: